# Saint-Félix-de-l'Héras
Saint-Félix-de-l'Héras is een gemeente in het Franse departement Hérault (regio Occitanie) en telt 35 inwoners (2009). De plaats maakt deel uit van het arrondissement Lodève.

## Geografie
De oppervlakte van Saint-Félix-de-l'Héras bedraagt 11,7 km², de bevolkingsdichtheid is dus 3 inwoners per km².
De onderstaande kaart toont de ligging van Saint-Félix-de-l'Héras met de belangrijkste infrastructuur en aangrenzende gemeenten.

## Demografie
Onderstaande figuur toont het verloop van het inwonertal (bron: INSEE-tellingen).